# Richard Clayderman
Richard Clayderman (pseudonimul artistic al lui Philippe Pagès, n. 28 decembrie 1953, Paris, Île-de-France, Franța) este un renumit pianist și compozitor francez contemporan, creator al unui nou stil muzical, numit New Romantic⁠(en)[traduceți].

## Date biografice
Richard Clayderman (născut Philippe Pagès în 28 decembrie 1953) este un pianist francez contemporan, care a lansat numeroase albume, inclusiv compozițiile lui Paul de Senneville și Oliver Toussaint, predări instrumentale de muzică populară, rearanjamente de coloane sonore ale filmelor și acorduri ușor de ascultat ale celor mai populare lucrări de muzică clasică.

## Începuturi
Clayderman a învățat să cânte la pian de la tatăl său, profesor de pian.
La vârsta de 12 ani a fost acceptat în Conservatoire de Paris, unde a avut mare succes în anii adolescenței. Dificultățile financiare, precipitate de boala tatălui său, au prevenit o carieră promițătoare de pianist. Atunci, pentru a-și câștiga existența, și-a găsit de lucru la banca funcționarilor, ca și acompaniator la trupele contemporane. A acompaniat cântăreți francezi precum Johnny Hallyday, Thierry Le Luron și Michel Sardou.

## Ballade pour Adeline
În 1976 a fost invitat de către Olivier Toussaint, un producător francez, și de către partenerul său, Paul de Senneville pentru a înregistra o baladă lină de pian. De Senneville a compus această baladă ca un tribut pentru noua lui fiică, Adeline. Tânărul Pagès a fost audiționat împreună cu alți 20 de pianiști și a fost ales. "Era un muzician interesant cu o atingere moale și cu tehnică bună", a spus Toussaint. "Și arăta și bine".
Numele lui Pagès a fost schimbat în Richard Clayderman (a preluat numele străbunicii sale pentru a evita pronunțarea greșită a numelui său adevărat în afara Franței).
Cântecul a fost un succes, fiind vândute 22 de milioane de copii în 38 de țări. S-a numit Ballade pour Adeline.